# Roy Benavídez

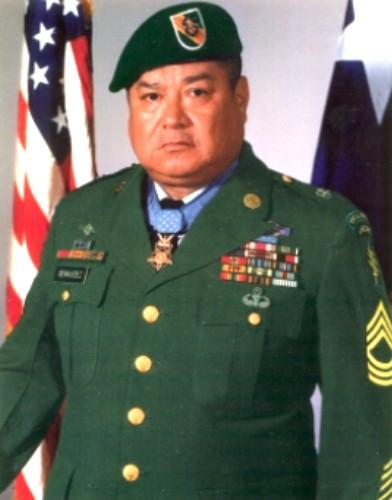
Roy Benavídez

Raúl „Roy“ Pérez Benavídez (* 5. August 1935 in Lindenau bei Cuero, DeWitt County, Texas; † 29. November 1998 in San Antonio, Bexar County, Texas) war ein US-amerikanischer Soldat der Assistance Command, Vietnam – Studies and Observation Group (MACV-SOG), dem für einen Einsatz während des Vietnamkrieges die Medal of Honor, die höchste Tapferkeitsauszeichnung der US-Streitkräfte, verliehen wurde.

## Leben
Benavídez war zur Hälfte Mexikaner und Yaqui-Indianer. Er verlor bereits in frühen Kinderjahren seine Eltern durch Tuberkulose und wuchs anschließend bei Verwandten in El Campo auf. 1952 trat er als 17-Jähriger in die Nationalgarde von Texas ein und wechselte 1955 in die reguläre Armee. Nach dem Abschluss seiner Ausbildung im Jahr 1959 wurde er zur 82. Luftlandedivision versetzt. Im Juni 1959 heiratete er seine Freundin und bekam mit ihr drei Kinder.
1964 wurde er als Berater der ARVN nach Südvietnam verlegt. Bei einem dortigen Patrouillengang trat er auf eine Landmine und wurde schwer verwundet. Er wurde in die USA gebracht, wo er monatelang im Brooke Army Medical Center in Fort Sam Houston behandelt wurde.
Im Juli 1966 konnte er das Krankenhaus verlassen und begann in Fort Bragg eine Spezialausbildung bei der MACV-SOG. Er wurde als „Green Beret“ der 5th Special Forces Group zugeteilt und ab Januar 1968 erneut in Vietnam eingesetzt.
1976 trat er aus der Armee aus und lebte mit seiner Familie bis zu seinem Tode 1998 in El Campo, Texas.

## Einsatz, der zur Medal of Honor führte
Am Morgen des 2. Mai 1968 wurde eine zwölf Mann starke Aufklärungseinheit der Special Forces bei Lộc Ninh in der Provinz Bình Phước, nahe der kambodschanischen Grenze in Südvietnam abgesetzt, um großangelegte Truppenbewegungen der NVA in diesem Gebiet zu bestätigen. Die Einheit bestand aus drei US-Soldaten des „Detachment B-56“, Sergeant First Class Leroy Wright, Staff Sergeant Lloyd Mousseau und Specialist 4 Brian O’Connor, sowie zwei als Dolmetscher fungierenden südvietnamesischen Offizieren und sieben Einheimischen der Civilian Irregular Defense Group (CIDG).
Am frühen Nachmittag wurde die Einheit von zahlenmäßig weit überlegenen Feindkräften entdeckt und angegriffen. Eine Not-Evakuierung durch Hubschrauber musste aufgrund des schweren Abwehrfeuers erfolglos abgebrochen werden.
Benavídez hatte die Aktion per Funkgerät von der Forward Operating Base in Lộc Ninh aus verfolgt und begab sich in einen der zurückgekehrten Hubschrauber, um sich an einem neuerlichen Rettungsversuch zu beteiligen. Nahe der bedrängten Einheit sprang er unbewaffnet über einer Lichtung aus dem noch schwebenden Hubschrauber und lief durch das Feindfeuer über offenes Gelände zur bedrängten Einheit, wobei er erstmals verwundet wurde. Er übernahm das Kommando über die noch lebenden Soldaten, wies Stellungen zu und koordinierte das Abwehrfeuer, worauf es einem Hubschrauber gelang, an der Lichtung aufzusetzen. Benavídez gelang es unter schwerstem Feindfeuer, in Nahkämpfen und trotz weiterer Verletzungen, die Hälfte der Verwundeten zum Hubschrauber zu schleppen und die Geheimunterlagen sowie Funkcodes zu bergen.
Gerade als Sergeant Benavídez den getöteten Gruppenführer erreichte, um auch dessen Leichnam mitsamt der Geheimdokumente, die er bei sich trug, zu bergen, wurde der Pilot des Hubschraubers tödlich getroffen, und der Hubschrauber stürzte ab. Trotz seines eigenen kritischen Zustandes auf Grund unterdessen bereits zahlreicher Verletzungen – unter anderem hatte Benavídez gleich zu Beginn einen Treffer im rechten Bein, einen an der Hand und einen am Kopf erlitten – erreichte er den getöteten Gruppenführer und schaffte es, die geheimen Dokumente zu sichern und ungeachtet seiner Verletzungen und eines nun weiteren Bauchschusses und weiterer zahlreicher Treffer durch Granatsplitter im Rücken zu dem Hubschrauberwrack zurückzugelangen, wo er sodann den Verwundeten aus dem umgestürzten Wrack half. Alsdann scharte er die noch benommenen Überlebenden um sich und bildete mit ihnen einen Verteidigungsring. Unter dem immer stärker werdenden Beschuss durch automatische Waffen und Granaten des Gegners verteilte Benavídez dennoch Wasser und Munition an seine erschöpften Männer, die so ihren Lebens- und Kampfesgeist zurückgewinnen konnten. Als ein zweiter Hubschrauber während des von Benavídez angeforderten Unterdrückungsfeuers auf die feindlichen Stellungen endlich eine weitere Landung wagen konnte, wurde Sergeant Benavídez erneut getroffen, diesmal im Oberschenkel, als er einem verwundeten Teammitglied selbst erste Hilfe leistete. Benavídez half erneut beim Einladen der Verwundeten, wobei er mit dem Feind auch in einen Kampf Mann gegen Mann verwickelt wurde. Als er seinen zweiten Verwundeten in den Hubschrauber bringen wollte, wurde er von einem feindlichen Soldaten von hinten niedergeschlagen. In dem sich anschließend entspannenden Kampf erlitt Benavídez weitere Verletzungen durch ein Bajonett an beiden Armen und am Kopf, bevor er seinen Angreifer töten konnte. Unter immer verheerenderem gegnerischen Feuer fuhr Sergeant Benavídez jedoch unbeirrt fort, die übrigen Verwundeten in den Hubschrauber zu laden, als er zwei weiterer heranstürmender NVA-Soldaten gewahr wurde, die in einem Winkel auf den Hubschrauber zustürmten, aus dem der Bordschütze des Hubschraubers nicht auf sie schießen konnte. Sergeant Benavídez tötete auch sie. Nachdem er alle Verwundeten in den Hubschrauber verladen hatte, rannte er noch ein letztes Mal zurück zu den Stellungen, um sich zu vergewissern, dass dem Feind keine sensiblen Unterlagen oder Ausrüstungsgegenstände mehr in die Hände fallen würden und alle Verwundeten geborgen waren. Erst jetzt, selbst in kritischem Zustand aufgrund seiner zahlreichen Verwundungen und hohem Blutverlust, ließ er sich in den Transporthubschrauber helfen und gemeinsam mit den Kameraden ausfliegen.

## Auswirkungen
Benavídez erlitt unter anderem sieben Schussverletzungen, einen gebrochenen Kiefer durch den Schlag mit einem Gewehrkolben und Stichverletzungen durch ein Bajonett an beiden Armen, zudem mussten ihm Handgranatensplitter aus Kopf, Gesicht, Schultern, Rücken, Gesäß, Beinen und Füßen entfernt werden. Kurz nach seiner Rettung verlor er aufgrund seines Blutverlustes das Bewusstsein, was zusammen mit seinen zahlreichen sichtbaren Verletzungen dazu führte, dass er anfangs für tot erklärt und in einen Body Bag gelegt wurde, ehe ein Arzt noch Lebenszeichen feststellte. Es dauerte rund ein Jahr, ehe er das Krankenhaus wieder verlassen konnte.
Sechs der Soldaten des Detachment-B56 kamen ums Leben, darunter Leroy Wright und Lloyd Mousseau. Beide wurden posthum mit dem Distinguished Service Cross, der zweithöchsten militärischen Tapferkeitsauszeichnung der USA geehrt. Benavídez hatte acht der zwölf Soldaten retten können, davon starben jedoch später zwei an ihren Verletzungen.

## Ehrungen
Da sein Einheitskommandant überzeugt war, Benavídez würde seine Verwundungen nicht überleben, schlug er ihn ebenfalls für das Distinguished Service Cross vor, um ihm vor seinem Ableben noch eine Auszeichnung zu überreichen. Denn für die Medal of Honor sind nicht selten umfangreiche Berichte und monatelange Untersuchungen notwendig, ehe der US-Kongress eine Verleihung genehmigt. So erhielt Benavídez das Distinguished Service Cross durch General William Westmoreland überreicht, den Oberkommandierenden der US-Streitkräfte in Vietnam.

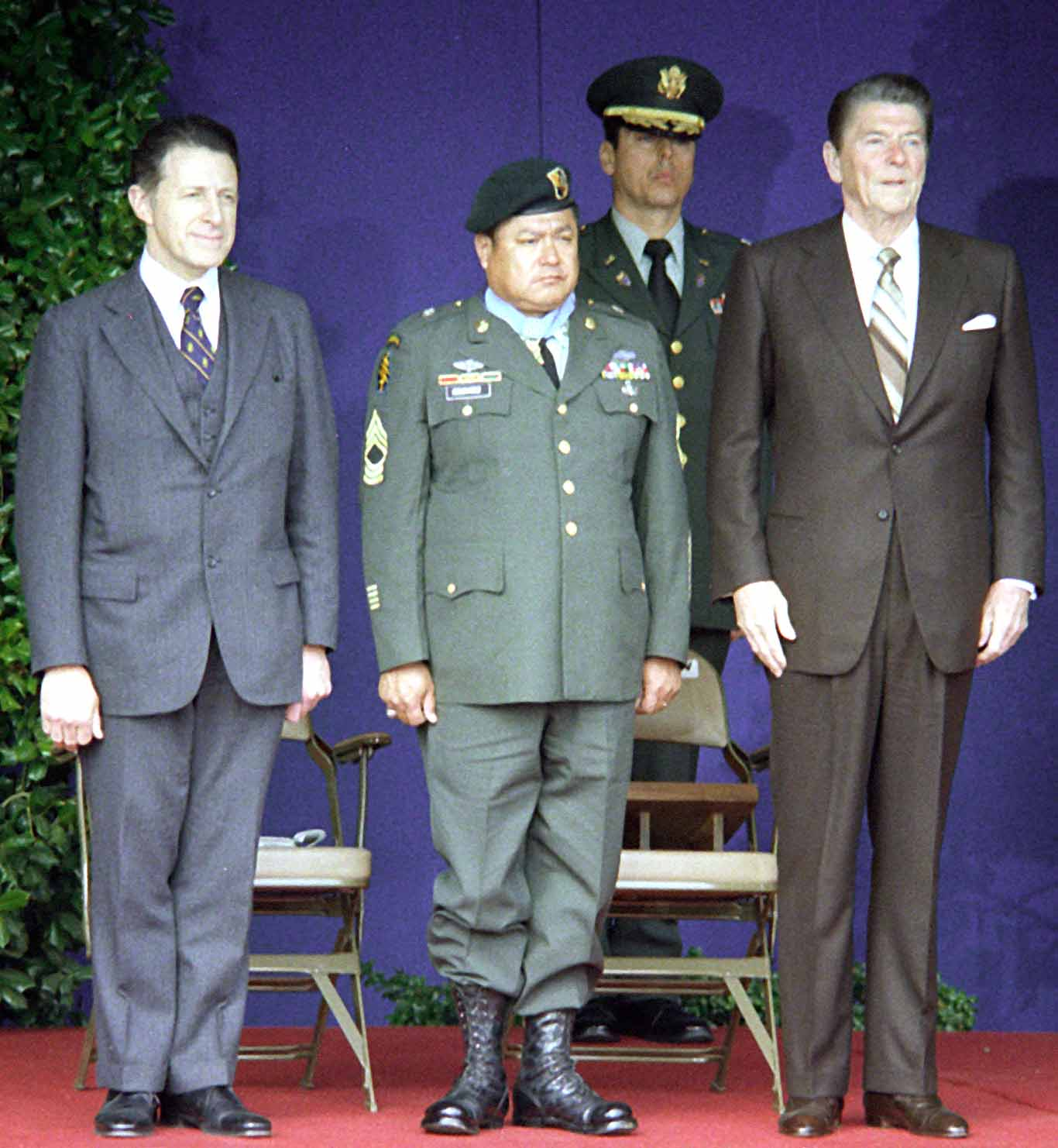
US-Verteidigungsminister Caspar Weinberger, Roy Benavídez und US-Präsident Ronald Reagan während der Verleihungszeremonie der Medal of Honor 1981

Erst als sein ehemaliger kommandierender Offizier von seiner Genesung erfahren hatte und das ganze Ausmaß seines Einsatzes bekannt wurde, verlieh ihm Präsident Ronald Reagan nachträglich 1981 nach seinem Ausscheiden aus dem aktiven Dienst persönlich die Medal of Honor.
Neben den beiden höchsten Auszeichnungen der US-Streitkräfte erhielt er im Laufe seiner Dienstzeit unter anderem auch das südvietnamesische Anh-Dung Boi-Tinh (Vietnam Cross of Gallantry; verliehen für heldenhaftes Verhalten im Kampf gegen den Feind), viermal das Purple Heart, sieben Army Good Conduct Medals (eine für jeweils drei Jahre ehrenvollen und treuen Dienstes) und die Texas Legislative Medal of Honor (höchste militärische Auszeichnung des Bundesstaates Texas).
Weitere Ehrungen
- Ehrentitel des New Mexico Military Institute (NMMI)
- Wahl zum Texaner des Jahres 1981
- 1993 überreichte er Martha Raye die von US-Präsident Bill Clinton verliehene Freiheitsmedaille
- Herausgabe einer Sonderbriefmarke mit seinem Abbild durch den United States Postal Service
- Verleihung des Lifetime Achievement Award durch die St. Mary'’ University in San Antonio
- Einführung einer nach ihm modellierten G.I.-Joe-Actionfigur
- Errichtung eines Denkmales in Indianapolis
- Ehrengrab am Friedhof von Fort Sam Houston
- 2003 stellte die Navy das nach ihm benannte Transportschiff USNS Benavidez (T-AKR-306) in Dienst

Zudem wurden ein Stadtpark in Colorado Springs (Colorado), ein Konferenzraum der United States Military Academy in West Point (New York) sowie mehrere Schulen, Militärgebäude und militärische Übungsgebiete in den Bundesstaaten Texas, Oklahoma, Kentucky und North Carolina nach ihm benannt.